# Independence (Kentucky)
Independence ist eine Stadt im Kenton County im Bundesstaat Kentucky in den Vereinigten Staaten. Gemeinsam mit Covington bildet sie den Verwaltungssitz des Kenton County. Das U.S. Census Bureau hat bei der Volkszählung 2020 eine Einwohnerzahl von 28.676 ermittelt. Die Stadt ist Teil der Metropolregion Cincinnati.

## Geschichte
Im Jahr 1840 wurde das Kenton County aus den Countys Campbell und Boone gebildet. Der Farmer John McCollum stiftete ein Grundstück in der Mitte des neuen Countys als Regierungssitz, und der Name Independence wurde zu Ehren der Unabhängigkeit der Einwohner von Campbell County gewählt. Das Postamt wurde im selben Jahr umbenannt. Independence war schnell besiedelt und wurde 1842 von der Staatsversammlung formell gegründet.
Da die Mehrheit der Bevölkerung des Countys entlang des Ohio River wohnte, musste sich Independence seinen Status als County Seat mit der größeren Stadt Covington teilen, eine Situation, die sich später im Campbell County zwischen dem zentral gelegenen Alexandria und dem größeren, am Fluss gelegenen Newport wiederholte.

## Demografie
Nach der Schätzung von 2019 leben in Independence 28.521 Menschen. Die Bevölkerung teilte sich im selben Jahr auf in 94,2 % Weiße, 2,6 % Afroamerikaner, 0,1 % amerikanische Ureinwohner, 1,5 % Asiaten, 0,1 % Ozeanier und 1,0 % mit zwei oder mehr Ethnizitäten. Hispanics oder Latinos aller Ethnien machten 1,2 % der Bevölkerung aus. Das mittlere Haushaltseinkommen lag bei 81.657 US-Dollar und die Armutsquote bei 5,6 %.
| Jahr | Einwohner¹ |
| ---- | ---------- |
| 1960 | 309        |
| 1970 | 1.715      |
| 1980 | 7.998      |
| 1990 | 10.444     |
| 2000 | 14.982     |
| 2010 | 24.757     |
| 2020 | 28.676     |

¹ 1950 – 2020: Volkszählungsergebnisse